# Club Hockey Pozuelo
El Club Hockey Pozuelo es un club deportivo de hockey sobre hierba y hockey sala de Pozuelo de Alarcón, España.
Su equipo femenino compite en la Primera División.

## Historia
Fue fundado el 21 de noviembre de 1995 con el objetivo de colaborar con el Patronato Deportivo Municipal de Pozuelo de Alarcón para fomentar la práctica del hockey sobre hierba y el hockey sala en Pozuelo de Alarcón. Empezó con equipos masculinos, incorporándose el primer equipo femenino en el año 2000. 
El equipo masculino compitió en la División de Honor B por primera vez en la temporada 2002-03, volviendo a competir en ella en las temporadas 2004-05, 2005-06, 2007-08 y 2008-09, en la que se proclama campeón y asciende a División de Honor A, donde se mantiene hasta la temporada 2012-13, en la que desciende, pero en la 2014-15 retorna a la máxima categoría, aunque solo se mantiene un año, volviendo a disputar la División de Honor B hasta 2019, cuando renuncia administrativamente a su plaza al término de la temporada.